# Харакоз Володимир Вікторович
Володи́мир Ві́кторович Харако́з (20 січня 1949, м. Жданов, нині Маріуполь) — український живописець і графік. Член Національної спілки художників України (1992). Заслужений художник України (2019). Активіст грецького національного руху.

## З життєпису
Початкову художню освіту здобув в Івановському художньому училищі, яке закінчив 1975 року.
У 1983 році закінчив Естонський державний художній інститут (сучасна Естонська академія мистецтв); педагоги з фаху — Велло Асі (Vello Asi), Ауло Падар (Aulo Padar).
Один з організаторів творчого об'єднання художників «Маріуполь-87».
Від 1992 року — член Національної Спілки художників України.
На 1-му Всеукраїнському фестивалі мистецтв «Меморіал А. І. Куїнджі» (Маріуполь, 2007) посів друге місце.
Активіст грецького національного руху, стояв у витоків створення Маріупольського товариства греків. Автор емблеми Міжнародного фестивалю грецької пісні імені Тамари Каци, макета почесної грамоти Федерації грецьких товариств України та свідоцтва учасників Всеукраїнської олімпіади школярів з новогрецької мови, історії, культури Греції і греков. Брав активну участь в оформленні сценічних майданчиків Всеукраїнського фестивалю грецької культури Мега-Йорти.
Роботи Володимира Харакоза виставлялися на фестивалі «Боспорські Агони» (2008). 2009 року відбулася його персональна виставка в Маріупольському міському центрі сучасного мистецтва і культури ім. Куїнджі.
2011 року художник став лауреатом Міжнародного Академічного Рейтингу «Золота Фортуна» в номінації «За духовне відродження міста».
Дипломант Всеукраїнської трієнале живопису (2013) й графіки (2015).
Представник маріупольського об'єднання художників «ХарБарБонд» (Володимир Харакоз, Сергій Баранник та Олександр Бондаренко). У лютому — березні 2015 року в Маріуполі відбулася їх спільна виставка абстрактного живопису. Художники також ініціювали проведення першої в історії НСХУ Всеукраїнської виставки абстрактного живопису в Києві (2015).
В жовтні 2016 року персональна виставка Володимира Харакоза була відкрита в галереї «АВС-арт» (Київ).
2019 року в художньому музеї ім. А. І.  Куїнджі відбулася персональна виставка картин художника «Між каноном та свободою», присвячена ювілею автора.
В серпні 2021 року персональна виставка Володимира Харакоза була організована в Сумах.
Роботи експонувалися на міських, обласних, всеукраїнських виставках та за кордоном. Картини знаходяться в музеях та приватних колекціях в Греції, Італії, Канаді, США, Україні, Фінляндії, Франції.

## Вибрані твори
- «Дійство на площині» (1992);
- «Слова» (1998);
- «Меланхолія» (2000).